# Kamenice nad Lipou
Kamenice nad Lipou (niem. Kamenitz, Kamnitz an der Linde) − miasto w Czechach, w kraju Wysoczyna. Według danych z 31 grudnia 2003 powierzchnia miasta wynosiła 3 153 ha, a liczba jego mieszkańców 4 148 osób.

## Demografia
| Rok             | 1970  | 1980  | 1991  | 2001  | 2003  | 2006  | 2014  |
| --------------- | ----- | ----- | ----- | ----- | ----- | ----- | ----- |
| Liczba ludności | 3 451 | 3 951 | 4 202 | 4 220 | 4 148 | 4 119 | 3 847 |

Źródło: Czeski Urząd Statystyczny

## Miasta partnerskie
- Śmigiel  Polska